# Viktor Mihajlovics Kolotov
Viktor Mihajlovics Kolotov (ukránul: Віктор Михайлович Колотов, oroszul: Виктор Михайлович Колотов; Jenakijeve, 1949. július 3. – Kijev, 2000. január 3.) ukrán labdarúgóedző, korábban szovjet válogatott labdarúgó.

## Pályafutása

### Klubcsapatban
1968 és 1970 között a Rubin Kazany játékosa volt. 1971-ben igazolt a Dinamo Kijiv csapatához, ahol nyolc évet töltött. Hatszoros szovjet bajnok (1971, 1974, 1975, 1977, 1980, 1981) és háromszoros szovjet kupagyőztes (1974, 1978, 1982). 1975-ben csapatával megnyerte a kupagyőztesek Európa-kupáját és az UEFA-szuperkupát is. 

### A válogatottban
1970 és 1978 között 55 alkalommal szerepelt a szovjet válogatottban és 22 gólt szerzett. Részt vett az 1972-es Európa-bajnokságon, ahol ezüstérmet szerzett, illetve tagja volt az 1972. évi és az 1976. évi nyári olimpiai játékokon bronzérmet szerző válogatott keretének is.

## Sikerei, díjai
Dinamo Kijiv
- Szovjet bajnok (6): 1971, 1974, 1975, 1977, 1980, 1981
- Szovjet kupa (3): 1974, 1978, 1982
- Szovjet szuperkupa (1): 1980
- Kupagyőztesek Európa-kupája (1): 1974–75
- UEFA-szuperkupa (1): 1975

Szovjetunió
- Európa-bajnoki ezüstérmes (1): 1972
- Olimpiai bronzérmes (2): 1972, 1976